# 규빈
규빈(2006년 11월 28일 ~ )은 대한민국의 가수이다. 2024년 노래 'Really Like You'로 데뷔했다.

## 방송
- 전교톱10 (2020) - Top32
- 2023 베일드 오디션 (2023) - Top14

## 음반
- 낙서 (feat.원슈타인) (2023)
- Start To Shine (feat.개코) (2023)
- Really Like You (2024)
- Really Like You (Spring Version) (2024)